# 사서직 교육
사서직 교육(Education for librarianship)은 준사서 도서관 직원 교육을 포함하여 전 세계적으로 다양하며 시간이 지남에 따라 변해왔다. 최근 몇십 년 동안 사서직 교육을 제공하는 많은 기관들은 인쇄 매체에서 전자 매체로, 그리고 전통적인 도서관 외부의 정보로의 전환을 반영하기 위해 이름을 변경했다. 일부는 스스로를 문헌정보학과 (SLIS로 약칭)라고 부르거나 "도서관"이라는 단어를 아예 삭제했다.
미국과 캐나다에서 사서를 위한 학문적 훈련은 일반적으로 도서관학 (이전에는 흔히 사서직이라고 알려짐) 석사 프로그램으로 구성된다. 독일에서는 대학 사서를 위한 첫 번째 단계는 특정 분야의 박사 학위이며, 그 다음 사서직에 대한 추가 훈련이 이어진다. 호주에서는 이 과정을 정보 관리 석사 또는 정보학 석사라고 부른다.
또한 학사, 전문학사 및 도서관학 수료 프로그램이 있으며, 이들은 준사서 도서관 직원 (일명 도서관 기술자)과 서기에게 정식 훈련을 제공하며, 도서관학 대학원 진학을 위한 준비 과정도 포함한다. 호주에서는 도서관 기술자를 위한 과정을 도서관 및 정보 서비스 디플로마라고 한다.

## 역사적 발전
19세기까지 학술 소장품을 담당하는 사서는 일반적으로 도서관에 특별한 관심을 가진 대학 교수인 학자인 경우가 많았다. 훈련 프로그램은 없었고, 새로운 사서는 다른 유사한 도서관의 관행을 따를 것으로 예상되었다. (현대적인 의미의 대중 도서관은 아직 발전하지 않았다.) 19세기에 일부 사서들은 이러한 오래된 패턴을 따랐지만, 다른 이들은 기존 사서의 지시에 따라 도제 제도 방식으로 준비했다.
찰스 처치웰은 1975년 이전에 미국 사서 교육의 역사를 저술했다.
영국에서는 도서관 협회가 1885년에 첫 시험을 치르고 사서 자격을 부여하여 이러한 방식으로 사서를 공인한 최초의 기관이었다. 합격한 학생들은 도서관학 분야에서 도서관 협회 학위를 취득했다. 도서관 관련 과목(두 번째 시험에서 다루어짐) 외에 학생들은 영어 문법, 산술, 역사, 지리, 영문학, 기타 유럽 문학 시험을 보았고, 최소 세 가지 언어에 대한 실무 지식을 증명해야 했다. 학위가 수여되기 전에는 도서관에서 2년 간의 실무 경험도 필수적이었다. 도서관 학교는 존재하지 않았고, 세 단계의 시험 준비를 돕는 과정도 없었다.

### 도서관 학교
도서관 학교는 사서의 전문 훈련을 전문으로 하는 고등교육 기관이다. 세계 최초의 도서관 학교는 듀이 십진 분류법의 창시자인 멜빌 듀이가 1887년 미국에 설립한 컬럼비아 칼리지 도서관 경제학 학교였다. 이 초기 기관은 나중에 컬럼비아 대학교 도서관 서비스 학교가 되었다.
그 이후로 미국과 캐나다에 많은 도서관 학교가 설립되었으며, 캐나다 최초의 정식 사서직 프로그램은 1904년 맥길 대학교에 설립되었다.
컬럼비아 대학의 듀이의 사례에 영감을 받아 여러 영국 사서들은 영국에서 정식 교육 시스템을 추진했다. 첫 번째 단계는 1893년부터 1897년 사이에 런던에서 일부 서머 스쿨을 조직하는 것이었고, 1902년 런던 정치경제대학교에서 최초의 대학 수준의 정식 도서관학 과정이 설립되었으나 1914년 제1차 세계 대전으로 중단되었다. 최초의 정식 도서관 학교는 1919년 런던 대학교에 설립되었다. 이러한 시작으로 공공 사서(대부분 도서관 협회 시험을 치렀다)와 학술 및 전문 사서(대부분 대학 졸업자) 사이의 분리가 발생했다. 제2차 세계 대전 이후 전국에 8개의 도서관 학교가 설립되었지만, LA가 시험을 중단하고 도서관 학교에서 제공하는 과정의 질을 감독하는 인증 기관으로서의 역할을 축소한 것은 1964년이 되어서였다.
영국의 도서관 학교 발전은 미국과 비교할 때 다른 길을 걸어왔다. 미국 도서관 협회는 1876년에, (영국) 도서관 협회는 1877년에 설립되었지만, 각국에서 도서관 교육과 관련하여 완전히 다른 역할을 수행했다. 미국 도서관 학교는 전국 조직과 독립적으로 발전했으며, 항상 자체 교과 과정과 시험은 물론 학위 명칭을 설정할 수 있었다. ALA는 학교 인증을 수행하고 품질 결정에 역할을 하지만, 요구 사항은 개별 학교에 맡겨져 있다. 영국에서는 20세기 마지막 10년까지(이때까지 모든 도서관 학교는 대학의 학과였다), 도서관 교육은 LA에 의해 지배되었다.
다른 나라의 도서관 학교 발전은 1914년 라이프치히와 1915년 바르셀로나에 도서관 학교가 설립되면서 시작되었다(바르셀로나의 도서관 학교는 현재 바르셀로나 대학교의 학부 소속이다). 브라질에서는 국립도서관이 1911년 남아메리카에서 최초의 도서관학 과정을 마련했는데, 이는 국립고문서학교에 영감을 받은 마누엘 시세루 페레그리누 다 실바 관장의 지도 아래 이루어졌지만, 실제 수업은 1915년에 시작되었다. 1914년 필리핀 대학교는 필리핀에서 최초로 도서관 교육 과정을 제공했다. 필리핀 대학교는 결국 1961년에 필리핀에서 최초의 독립적인 도서관 학교인 도서관학 연구소를 설립했는데, 이는 현재 폐지된 문리과 대학의 전 학과였다.

1928년에 설립된 시카고 대학교 대학원 도서관 학교는 도서관학 분야에서 석사 학위를 수여한 최초의 도서관 학교가 되었으며, 이는 현재 표준 전문 학위이며, 나중에는 해당 분야에서 박사 학위를 수여한 최초의 학교가 되었다.

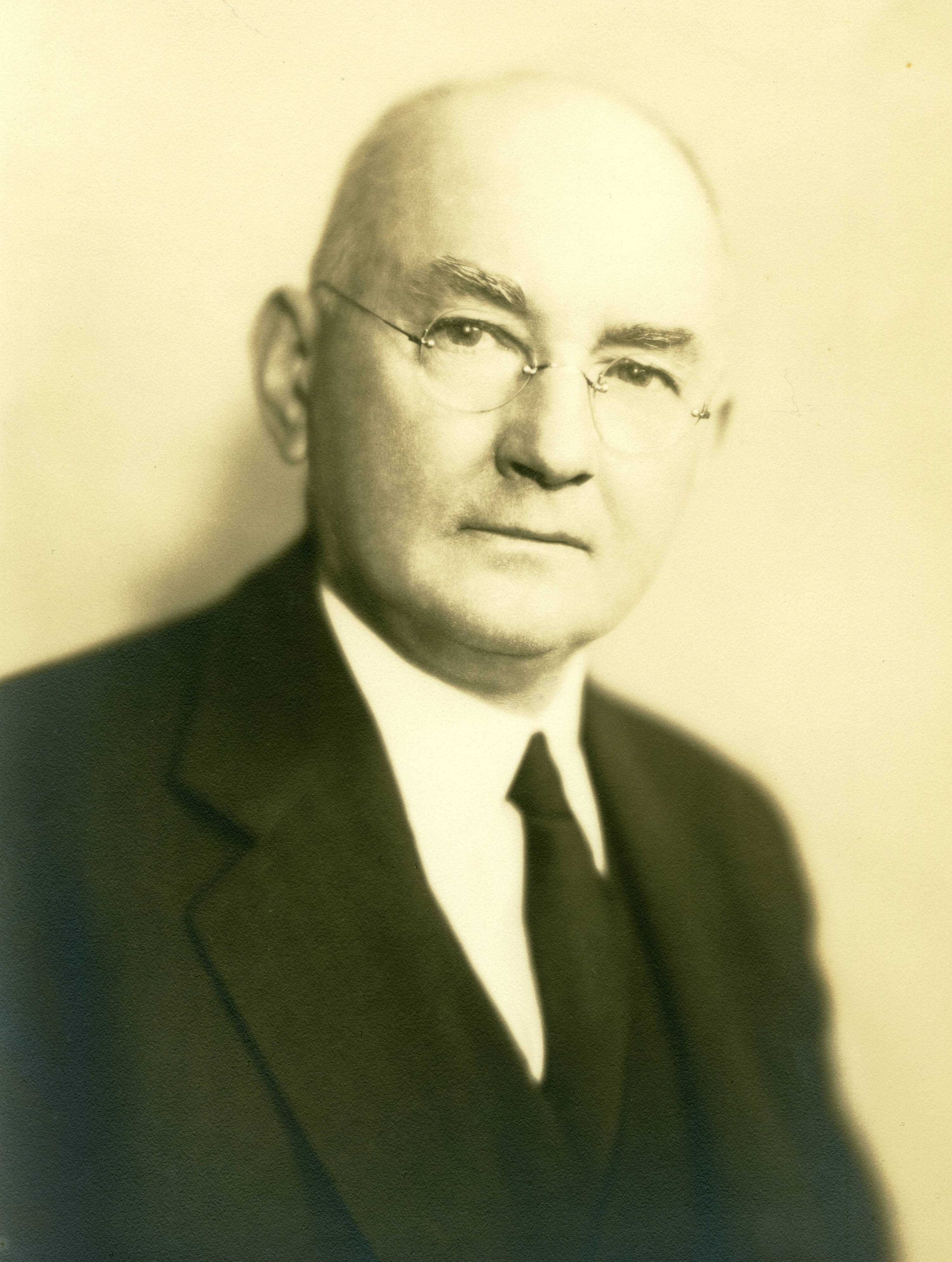
루이스 라운드 윌슨, 시카고 대학교 대학원 도서관 학교 학장, 1932-1942.

 학장은 1932년부터 1942년까지 루이스 라운드 윌슨이었다. 시카고에서 1921년부터 1951년까지 박사 학위의 중추적인 역할은 존 리처드슨이 그의 연구 『탐구 정신』에서 분석했다. 윌슨을 포함하여 대학원 도서관 학교(1928–1979)의 많은 교수진은 20세기 해당 분야 발전의 선두에 있었다: 레스터 애셤, 리 피어스 버틀러, 레온 카노프스키, 허먼 H. 푸슬러, 프랜시스 E. 헨, 칼턴 B. 조켈, 제시 셰라, 페기 설리번, 더글러스 워플스, 하워드 윙거, 로버트 워즈워스. 《라이브러리 쿼털리》는 1931년 대학원 도서관 학교에서 처음 출판되었다.
미국 흑인 사서 교육은 노스캐롤라이나 센트럴 대학교 문헌정보학부 50주년 기념 행사의 초점이었다. 사립 대학교의 유일한 역사적으로 흑인 대학 프로그램인 클라크 애틀랜타 대학교 문헌정보학부는 2006년에 폐쇄되었다.

### 과정 및 용어의 변화
최근 몇십 년 동안 사서직 교육을 제공하는 많은 학교들은 인쇄 매체에서 전자 매체로, 그리고 전통적인 도서관 외부의 정보로의 전환을 반영하기 위해 이름을 변경했다. 일부는 스스로를 문헌정보학과(약어로 "SLIS"이며, 학생들은 "SLISters"라고 불린다)라고 부르지만, 다른 학교들은 아예 "도서관"이라는 단어를 삭제했다. 이러한 추세는 1960년대부터 시작되었는데, 전기 통신 및 컴퓨터 네트워크의 발전과 함께 정보와 정보 접근이 전자 자원으로 이동하고 전통적인 사서직의 정의에서 벗어나는 것을 인식했기 때문이다. 이러한 변화로 인해 많은 도서관 학교가 도서관학, 아카이브, 컴퓨터 과학 등 다양한 학문 분야에 걸쳐 정보 과학을 더욱 포괄적으로 포함하도록 사명을 변경하거나 확장했으며, 이는 여러 학교에서 iSchool 조직을 개발하게 만들었다. 이는 정보 분야 전체를 발전시키기 위함이었다. 문헌정보학 교육이 "직업적 경외"와 "중립성"이라는 개념을 해체해야 한다고 주장되어 왔다.

## 과정 구성 요소
문헌정보학 석사(또는 호주의 정보 관리 석사와 같은 동등 학위) 프로그램은 일반적으로 도서관학 및 정보과학 분야의 필수 과목과 선택 과목을 조합하여 제공하도록 구성되어 있다. 필수 과목은 목록 작성, 참고 봉사, 장서 개발과 같은 핵심 도서관 기술은 물론 직업의 근간이 되는 철학, 정보기술 및 관리와 같은 관련 분야에 중점을 둔다. 선택 과목에는 정보 관리, 아동 문학, 계보학 및 아카이브와 같은 과목은 물론 다양한 유형의 도서관(대학 도서관, 음악 도서관, 전문도서관 등)과 관련된 전문 과목이 포함될 수 있다.

### 교수진
문헌정보학부(또는 다른 명칭) 교수의 일반적인 자격 요건은 도서관학 또는 정보과학 박사 학위이다. 일부 사서직 분야에서는 기록학 등 다른 관련 분야의 박사 학위도 동등하게 인정되며, 일부 교수진은 MLS(또는 이와 유사한) 학위 외에 다양한 전공 분야에서 박사 학위를 소지하고 있다.

## 지역 또는 국가별

### 아메리카

#### 미국 및 캐나다
북미 지역의 대부분의 도서관 학교는 대학원 프로그램만 제공한다. 이러한 프로그램의 인증은 미국 도서관 협회에서 부여한다. 도서관학 학사 학위(초기에는 도서관 경제학이라고 불림)는 수십 년 전에 대부분 폐지되었다. 이전에는 도서관학 학사 프로그램이 종종 특정 과목 학사 학위와 동시에 이수하도록 의도되었으며, 학생은 일반적으로 1년을 추가로 공부했다.
북미의 사서들은 일반적으로 석사 학위를 취득하는데, 일반적으로 문헌정보학 석사(MLS) 또는 문헌정보학 석사(MLIS)이다. 이 학위는 공공 도서관, 대학 도서관, 학교 도서관 미디어 센터 및 전문도서관에서 실무 사서로 일할 수 있게 해주며, MLS 자격을 가진 많은 개인은 주요 도서관 공급업체와 협력한다. 이 학위는 출판과 같은 관련 분야에도 적용된다.
미국과 캐나다에서 전문 사서는 일반적으로 문헌정보학, 도서관학 또는 정보과학 분야의 1년 또는 2년 석사 학위(MLS, MSLS, MIS, MS-LIS, MISt, MI, MLIS 또는 MILS와 같은 약어를 사용)를 보유한다. 많은 전문 사서들은 미국 도서관 협회 (ALA) 인증 프로그램에서 학위를 취득했으며, 아카이브, 기록 관리, 정보 아키텍처, 정보 정책, 지식 관리, 공공 사서직, 의료 사서직, 법률 사서직, 전문 사서직, 대학 사서직 또는 학교(K-12) 사서직과 같은 분야의 전문성을 가질 수 있다. 학교 사서는 종종 도서관학 학위 외에 교원 자격증과 학교 사서 면허를 요구받는다. 학교 도서관 미디어 전문가 초기 준비를 위한 석사 학위 프로그램은 전미 교원 양성 인증 협의회 (NCATE)에서도 인증하며, ALA는 이를 인정한다. 많은 학술 사서들은 두 번째로 전공 기반의 석사 학위를 가지고 있다.
새천년 전환기(1999–2000년)에는 전문 사서의 대학원 교육과 관련된 문제들이 전문적, 학문적 담론 전반에 걸쳐 있었다. 이러한 문제들은 처음에 미국 도서관 협회 이사회에서 학교 이름에서 "도서관"이라는 단어가 점점 사라지는 현상, 핵심 역량(목록 작성이 자주 언급됨)에 대한 관심 부족, 특정 그룹(특히 공공 도서관의 젊은이와 소외 계층)과 특정 환경(예: 학교)에서 일할 전문가의 국가적 부족으로 처음 확인되었다. 전문 교육 회의 운영 위원회의 최종 보고서는 이러한 문제들에 대한 분석을 제공한다. 켈로그 재단의 지원을 받은 정보 과학, 기술 및 문학 교육 재창조 연합(Coalition on Reinventing Information Science, Technology, and Literary Education)은 미래 교육 요구와 방향에 대한 추가 분석을 제공했다. 버니 슬론은 LIS 교육의 변화에 대한 광범위한 2004년 참고 문헌을 작성했다.
문헌정보학 프로그램 교수진의 주요 협회는 문헌정보학 교육 협회이다. 이 협회는 2015년에 창립 100주년을 기념했다.
미국 도서관 협회의 인증을 받은 프로그램은 협회 웹사이트: ALA 인증 및 후보 문헌정보학 프로그램 디렉토리에서 확인할 수 있다.

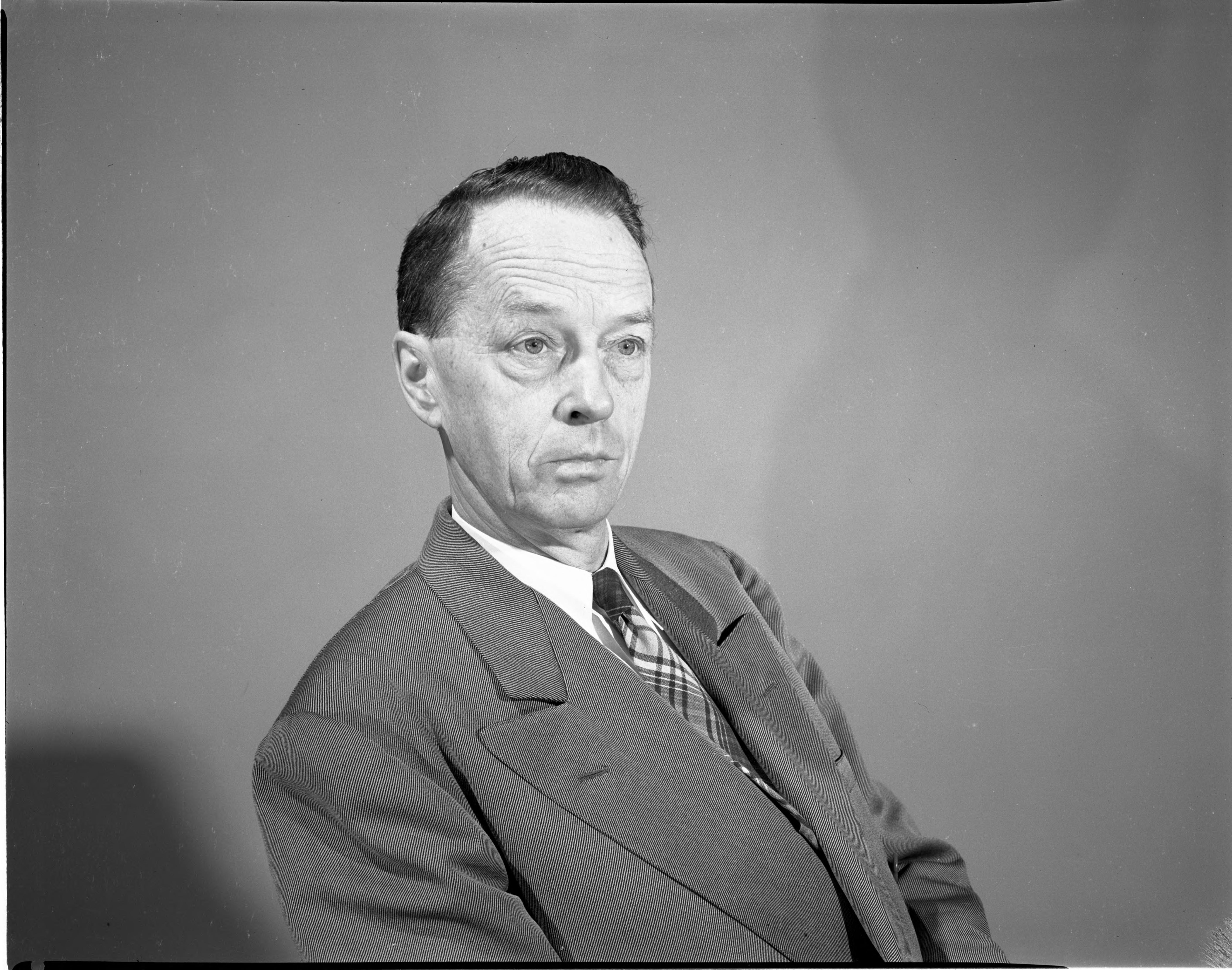
루돌프 얄마르 옐스네스, 초대 베타 파이 뮤 상 수상자

미국과 캐나다에서 사서직 교육에 대한 뛰어난 공헌은 국제 명예 학회인 베타 파이 뮤가 후원하는 연례 베타 파이 뮤 상으로 인정받는다. 첫 수상은 1954년 미시간 대학교 도서관학부 학장(1940-1964)을 지낸 루돌프 얄마르 옐스네스에게 돌아갔다.
미국의 학위복에서 레몬색은 도서관학을 나타낸다.

#### 브라질
2010년대 현재 브라질에는 약 43개의 사서직 교육 과정이 있으며, 대부분 주립 또는 연방 대학과 연계되어 있고 15개의 대학원 프로그램이 있다. 전체적으로 약 3,000명의 전일제 또는 시간제 학생들이 도서관학 연구에 참여하고 있다. 이러한 교육 과정에 대한 국가 표준은 1959년에 설립된 브라질 사서, 정보 과학자 및 기관 협회 연맹 (Federação Brasileira de Associações de Bibliotecários, Cientistas da Informação e Instituições, FEBAB)에서 정한다.

### 유럽

#### 덴마크
덴마크에서는 사서가 되기 위한 첫 단계는 왕립 도서관 및 정보 과학 학교에서 3년제 문헌정보학 학사 학위(B.Sc.)를 취득하는 것이다. 학생들은 그 다음 사서 D.B.라고 불리는 6개월 과정의 사서직 교육을 받거나, 2년제 문헌정보학 석사(M.L.I.Sc.) 학위를 취득할 수 있다. 이미 언급된 모든 과정은 덴마크어로 진행되지만, 왕립 도서관 및 정보 과학 학교는 영어로 진행되는 2년제 문헌정보학 석사(M.L.I.Sc.)도 제공한다. 학사 학위, 사서직 또는 제공되는 석사 학위 중 하나를 이수한 학생들은 사서, 정보 직원 또는 조직 직원으로 일하게 된다. 학생들은 또한 왕립 도서관 및 정보 과학 학교에서 문헌정보학 박사 학위도 취득할 수 있다(2004년에 왕립 도서관 및 정보 과학 학교에서 처음 수여됨). 학생들은 또한 왕립 도서관 및 정보 과학 학교에서 문헌정보학 박사 학위도 취득할 수 있다(2006년에 왕립 도서관 및 정보 과학 학교에서 처음 수여됨).

#### 노르웨이
노르웨이에서 사서가 되는 것은 오슬로 메트로폴리탄 대학교에서 3년제 문헌정보학 학사 학위를 취득하는 것으로 시작된다. 첫 해 동안 학생들은 "도서관 이론, 방법 및 직업 시장에 대한 기본적인 소개"를 배운다. 주요 주제로는 "커뮤니케이션, 문학 및 매체 역사, 문화 및 지식 정책, 정보 검색 및 사료 비판"이 소개된다. 다음 2년 동안 학생들은 "문화, 문학 및 정치" 또는 "정보기술, 조직 및 검색" 중에서 전문화를 선택할 수 있다. 원하는 학생은 2년제 석사 학위를 계속하여 공공 및 민간 부문의 문서 관련 활동에서 더 높은 직위로 나아갈 수 있다.

#### 독일
독일에서 학술 사서가 되기 위한 첫 단계는 특정 분야의 박사 학위이며, 그 다음 사서직에 대한 추가 훈련이 이어진다.

#### 영국
영국에서는 사서가 되려면 문헌정보학 또는 정보과학 분야에서 3년 또는 4년제 학사 학위를 취득할 수 있다. 사서직, 기록 관리, 기록 관리 분야의 별도 석사 학위도 제공된다. 이러한 학위는 왕립 도서관 및 정보 전문가 협회(2002년에 도서관 협회와 정보 과학자 협회의 합병으로 설립됨) 및 기록학자 협회의 인증을 받는다.
2006년에는 문헌정보학 교육을 제공하는 대학이 14개였으며, 등록률은 감소하고 있었다. 많은 과정에서 "도서관"이라는 단어가 사라지고 "정보"가 추가되었으며, 도서관 학교는 대부분 문헌정보학부라고 불렸다. 더 많은 일자리가 제공되었지만, 전문 자격을 요구하는 경우는 줄어들었다. 준전문가를 위한 단일 국가 자격 제도는 없었다.

### 오세아니아
피지의 사우스퍼시픽 대학교 태평양 기술 및 평생 교육원(Pacific TAFE)의 도서관 및 정보 서비스 디플로마(레벨 5)는 호주에서 인정되는 도서관 기술자 훈련을 제공한다.

#### 호주
케넌, 캐럴, 톰슨은 호주 사서직에 대한 역사적 개요를 제공하며, "특히 문헌정보학 교육과 사서직 및 문헌정보학 교육의 목표와 초점이 수 세기에 걸쳐 어떻게 발전해 왔는지"에 중점을 둔다.
호주의 사서직 교육은 진 P. 화이트에 의해 미국과 비교되었다.

1937년에 설립된 호주 도서관 정보 협회(ALIA)는 호주 도서관 및 정보 서비스 부문의 전문 기관이며, 졸업생이 ALIA의 준회원 자격을 취득할 수 있는 자격을 인증한다. 이는 호주의 사서직에서 흔히 요구되는 조건이다. 2021년 기준 사서로서의 전문직 진출(ALIA 준회원 자격 포함)은 세 가지 수준에서 이루어진다:
- 3년제 학부(학사) 자격증(찰스 스터트 대학교의 정보학 학사(전공 포함))
- 1년제 대학원(졸업 디플로마) 자격증(커틴 대학교, 오픈 유니버시티스 오스트레일리아, 사우스오스트레일리아 대학교의 정보 및 도서관학 졸업 디플로마)
- 1년, 1년 반 또는 2년제 대학원(석사 수준) 자격증(찰스 스터트, 커틴, RMIT 대학교, 사우스오스트레일리아 대학교의 정보 관리 석사)

사서 교사를 위한 별도의 과정(ALIA 준회원 자격도 부여됨)은 찰스 스터트 대학교의 교육학 석사(사서 교사)이다.
준사서는 ALIA 도서관 기술자 회원 자격이 있으며, 도서관 및 정보 서비스 디플로마 내의 지정된 과정 패키지를 이수해야 한다. 이 과정은 호주 전역의 다양한 TAFE와 기타 기관에서 제공되며, 피지의 사우스퍼시픽 대학교 태평양 기술 및 평생 교육원(Pacific TAFE)에서도 제공된다.

#### 뉴질랜드
뉴질랜드에서 웰링턴 빅토리아 대학교는 사서직 분야의 대학원 교육을 제공하는 유일한 대학이다. 오픈 폴리테크닉 뉴질랜드는 정보 전문가를 위한 학사 학위와 준전문가를 위한 다양한 수료 및 디플로마 과정을 제공한다. 테 와낭아 오 라우카와는 푸나 마우마하라/정보 관리 디플로마 및 수료 과정을 제공하며, 이는 이중 언어 및 마오리 문화에 걸친 이중 문화 교육을 제공한다.

### 동남아시아

#### 필리핀
2007년 기준, 필리핀의 사서들은 일반적으로 4년제 문헌정보학 학사 학위 또는 문헌정보학 석사 학위, 또는 도서관학 전공 학위를 가지고 있다. 사서들이 교육학 학위와 도서관학 전문 또는 전공을 가지고 있는 것도 흔하다. 1990년 공화국 법률 제6966호(2003년 R.A. 9246 또는 "필리핀 사서직 법" 통과로 폐지됨)가 통과되면서, 문헌정보학 졸업생들은 필리핀이나 해당 분야의 상호주의를 인정하는 국가에서 사서직을 수행하기 위해 사서 자격 시험에 응시해야 한다.

## 같이 보기
- 도서관학 학교 목록
- 공공 도서관 옹호

## 내용주
1. ↑  Bramley, Gerald (1969). 《A history of library education》. Hamden, Connecticut: Archon Books and Clive Bingley. 76–78쪽.
2. ↑  Churchwell, Charles D. 1975. The shaping of American library education. Chicago: American Library Association.
3. 1 2 3  Thomas, Caroline E. (November 1999). 《Library Education in the United Kingdom: Past History, Current Trends, Future Possibilities and Implications for Library Education in the United States》 (PDF) (Masters). School of Information and Library Science, University of North Carolina at Chapel Hill.
4. ↑  Wiegand, Wayne A. (1996). 《Irrepressible Reformer: A Biography of Melvil Dewey》. Chicago: American Library Association. 108쪽.
5. ↑  Eberhart, George M. (2016년 2월 11일). “Things you didn't know about ALA history, 1876–1900”. 《American Libraries》 (American Library Association).
6. ↑  della Cava, Olha; Barnard, Walter; Posner, Beth (January 1991). 《Research Resources in Library Science and Related Fields at Columbia University Libraries》. 《The Library Quarterly: Information, Community, Policy》 61. 41–52쪽. doi:10.1086/602296. JSTOR 4308541.
7. ↑  Churchwell, Charles D. 1975. The shaping of American library education. Chicago: American Library Association.
8. ↑  “Mission & history”. 《McGill University School of Information Studies》. 2014년 11월 23일에 확인함.
9. ↑  “History of Librarian's Training in Spain”. 《Facultad de Comunicación y Documentación》 (스페인어).
10. ↑  Vodosek, Peter (2021년 5월 27일). 《The Teaching Diary of a German Library School, 1942–1952: Analysis and Interpretation》. 《Library & Information History》 (영어). doi:10.1080/17583489.2015.1128635. ISSN 1758-3489.
11. ↑  Barros Ferreira de Almeida, Neilia; Galvão Baptista, Sofia. 《Breve histórico da Biblioteconomia brasileira: formação do professional》 (PDF). XXV Congresso Brasileiro de Biblioteconomia, Documento e Ciência da Informação – Florianópolis, SC, Brasil, 07 a 10 de julho de 2013 (포르투갈어). Federação Brasileira de Associações de Bibliotecários, Cientistas da Informação e Instituições.
12. ↑  Damaso, Consuelo (1966). 《Library Education in the Philippines》. 《Journal of Education for Librarianship》 6. 310–317쪽. doi:10.2307/40321882. ISSN 0022-0604.
13. 1 2   보관됨 4월 15, 2007 - 웨이백 머신
14. ↑  Sylvan), Bobinski, George S. (George (2007). 《Libraries and librarianship : sixty years of challenge and change, 1945-2005》. Lanham, Md.: Scarecrow Press. 124쪽. ISBN 9780810858992. OCLC 74029187.
15. ↑  Wilson, Louis R. "Impact of the Graduate Library School on American Librarianship," in Education and Libraries: Selected Papers by Louis R. Wilson, ed. Maurice F. Tauber and Jerald Orne. Hamden, CT: Shoe String Press, 1966, pp. 268–277.
16. ↑  Richardson, John V. 1982. The spirit of inquiry: the Graduate Library School at Chicago, 1921–51. Chicago: American Library Association.
17. ↑  Steve Norman (1988) The Library Quarterly in the 1930s: a journal of discussion's early years.The Library Quarterly 58: 327–351.
18. ↑  Speller (1991) Papers from the 50th Anniversary Celebration of the School of Library and Information Sciences, North Carolina Central University (1991).Jefferson, N. C.: McFarland & Company, Inc.
19. ↑  Mulligan, Risa L.(2006). The Closing of the Clark Atlanta University School of Library & Information Studies University of North Carolina at Chapel Hill.
20. ↑  Olson, G., & Grudin, J. (2009, March 1). The information school phenomenon. Interactions: New Visions of Human-Computer Interaction, 15-19.
21. ↑  “About”. 《iSchools》. 2014년 11월 23일에 확인함.
22. ↑  Chan, Josh (2022년 1월 19일). “The Two Towers: Vocational Awe and Neutrality”. 《Hack Library School》 (영어). 2022년 6월 12일에 확인함.
23. ↑  “Master of Information Management”. 《Open Universities Australia》. 2021. 2021년 10월 25일에 확인함.
24. ↑  “LIBRARY & INFORMATION SCIENCE”. 《Kent.edu》. Kent State University. 2021. 2021년 10월 25일에 확인함.
25. ↑  White, Carl Milton. 1976. A historical introduction to library education: problems and progress to 1951. Metuchen, N.J.: Scarecrow Press.
26. 1 2  “Become a Librarian”. 《American Library Association》. 2021년 10월 22일에 원본 문서에서 보존된 문서. 2022년 12월 4일에 확인함.
27. ↑  Beverly P. Lynch (2008) "Library Education: Its Past, Its Present, Its Future," Library Trends 56, no. 4 : 931–53.
28. ↑  “Requirements to Become a School Librarian By-State”. 《Every Library Institute》. 2022년 7월 11일에 원본 문서에서 보존된 문서. 2022년 12월 4일에 확인함.
29. ↑  Final Report of the Steering Committee on the Congress for Professional Education
30. ↑  Drabenstott, K. M., et al., The Kellogg CRISTAL-ED Project: creating a model program to support libraries in the digital age {Coalition on Reinventing Information Science, Technology, and Literary Education}. In: Advances in librarianship, v20. Academic Press, 1996
31. ↑  Sloan, Bernie. 2004. Changes in LIS Education.
32. ↑  Association for Library and Information Science Education.
33. ↑  Sonnenwald, Diane H. “Looking Back, Moving Forward.” Journal of education for library and information science 59.1–2 (2018): 6–9.
34. ↑  Directory of ALA-Accredited and Candidate Programs in Library and Information Studies. American Library Association, 2023).
35. ↑  George S. Bobinski (2007) Libraries and Librarianship: Sixty Years of Challenge and Change, 1945-2005, pp. 129–146.  Scarecrow Press
36. ↑  Ferreira, Sueli Mara; Dudziak, Elisabeth Adriana (September 2013). 《The Future of Library Education in Brazil: Challenges and Opportunities》. IFLA LIS Education in Developing Countries Special Interest Group (SIG) – Satellite Meeting – 2013. Singapore. doi:10.13140/RG.2.1.4536.6003.
37. 1 2  “Utdanning.no”. 《Utdanning.no》 (보크몰). 2024년 5월 11일에 확인함.
38. ↑  “Utdanning.no”. 《Utdanning.no》 (보크몰). 2024년 5월 11일에 확인함.
39. ↑  “Library Vocational Training”. 《TUM》. 뮌헨 공과대학교. 2025년 3월 3일에 확인함.
40. ↑  Lowe, Michael (December 2006). 《LIS Education in Britain: an overview》. 《BiD: Textos universitaris de biblioteconomia i documentació》. 2021년 3월 6일에 확인함.
41. 1 2  “Library Technicians”. 《Australian Library and Information Association》. 2021년 3월 5일에 확인함.
42. 1 2  “The Diploma of Library and Information Services (Level 5)” (PDF). USP. 2021년 3월 5일에 원본 문서 (PDF)에서 보존된 문서. 2021년 3월 5일에 확인함.
43. ↑  Kennan, M. A.; Carroll, M.; Thompson, K.M. (2018년 5월 17일). 〈Chapter 12: Letting Go, Holding On, or Re-Envisioning? Challenges and Opportunities for LIS Education in Australia〉.   Percell, J.; Sarin, L. C.; Jaeger, P. T.; Bertot, J. C. 《Re-envisioning the MLS: Perspectives on the Future of Library and Information Science Education. Emerald Publishing Limited》. 161–176쪽. doi:10.1108/S0065-28302018000044A016. ISBN 978-1-78754-880-0. ISSN 0065-2830.
44. ↑  Whyte, Jean P. (Jean Primrose), 1923-2003; University of Chicago (1956), 《Education for librarianship in the United States and in Australia [manuscript] : a comparison / by Jean P. Whyte》 (영어)
45. ↑  “History of the Association”. 《Australian Library and Information Association》. 2020년 5월 31일. 2021년 3월 5일에 확인함.
46. ↑  “Librarians and information specialists”. 《Australian Library and Information Association》. 2021년 3월 5일에 확인함.
47. ↑  “Teacher Librarians”. 《Australian Library and Information Association》. 2021년 3월 5일에 확인함.
48. ↑  “Qualification details: BSB50520 - Diploma of Library and Information Services (Release 1)”. 《training.gov.au》. 2020년 10월 19일. 2021년 3월 5일에 확인함.
49. ↑  “Library and Information Studies”. 《Open Polytechnic of New Zealand》. 2021년 3월 10일에 확인함.
50. ↑  “Qualifications”. 《Libraries Aotearoa》. 2021년 3월 10일에 확인함.

## 더 읽어보기
- Walter, Frank K. (1920). 〈Library Training〉. 《아메리카나 백과사전》.
- Lancaster, F. W. (1995). From custodian to knowledge engineer: The evolution of librarianship as a profession. Journal of Information, Communication & Library Science, 1(4), 3–8.